# Kinderorchester NRW
Das Kinderorchester NRW (Eigenschreibweise: KIO NRW) ist ein auf Initiative der Landesregierung von Nordrhein-Westfalen gegründetes Auswahlorchester, das sich der Förderung begabter Musiker zwischen zehn und vierzehn Jahren widmet. Es ging aus dem KinderOrchesterRuhr hervor und gehört seit 2013 zum Verein zur Förderung von Landesjugendensembles NRW e.V. Das Orchester ist eines von neun Jugendensembles des Landesmusikrats Nordrhein-Westfalen. Das Kinderorchester NRW steht unter der Schirmherrschaft von Kulturministerin Isabel Pfeiffer-Poensgen (Ministerin für Kultur und Wissenschaft des Landes Nordrhein-Westfalen). 

## Geschichte

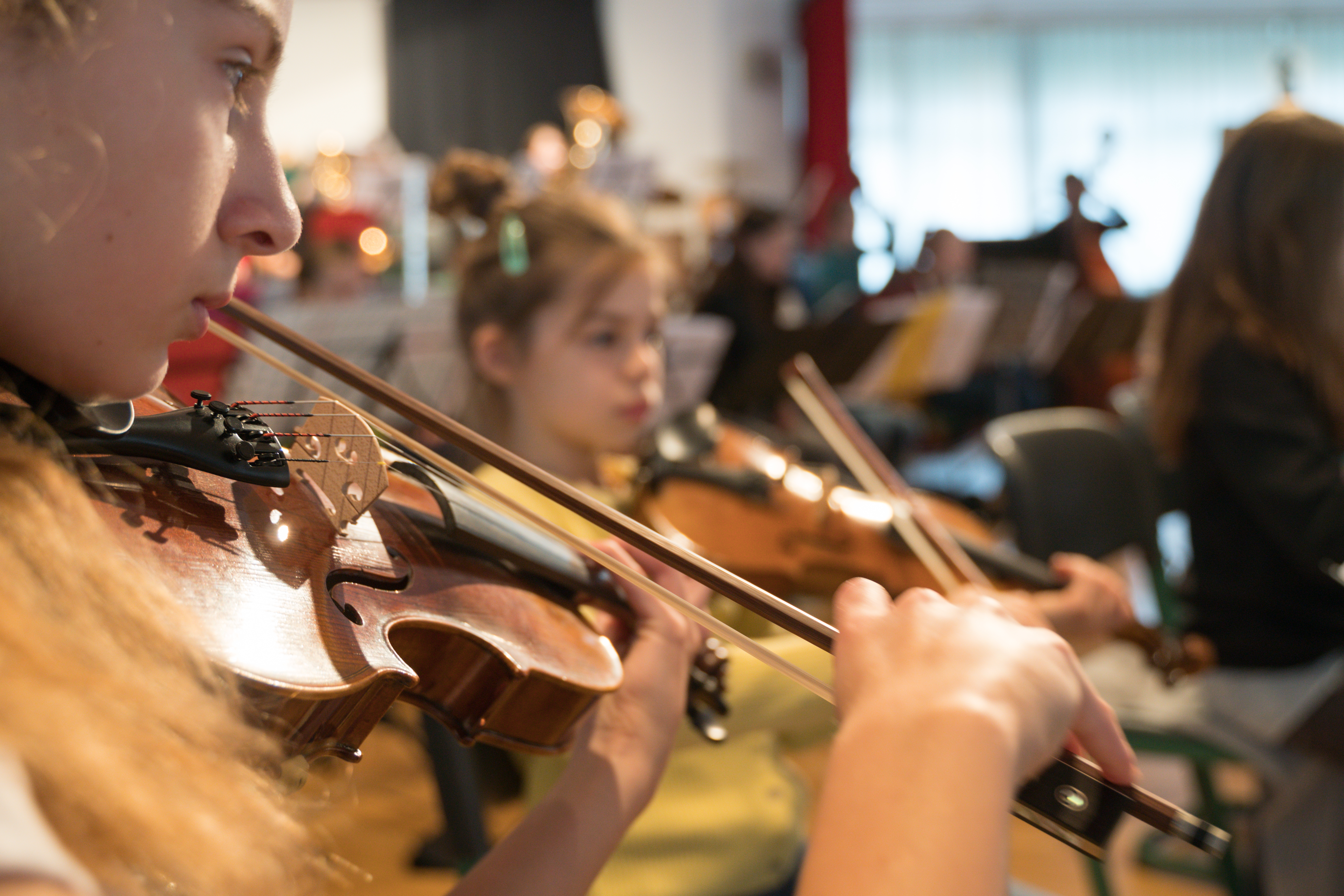
Probe im Kinderorchester

Das Orchester wurde 2006 als KinderOrchesterRuhr gegründet. Nach verschiedenen Stationen im Ruhrgebiet (Musikschule Bochum, JeKits – Jedem Kind Instrumente, Tanzen, Singen) erfolgte 2013 die landesweite Ausdehnung zum Kinderorchester NRW. Seitdem wird es vom „Verein zur Förderung von Landesjugendensembles NRW e.V.“ getragen. 
Witolf Werner (Wiener Staatsoper) leitete das Kinderorchester NRW von 2010 bis 2017 und baute es in dieser Zeit zum landesweiten Klangkörper mit beachtlichem Spielniveau aus. Seit 2018 obliegt die musikalische Leitung Andreas Fellner (Theater Krefeld-Mönchengladbach, Eisenach). Seit 2022 ist György Mészáros (Landestheater Detmold) der Chefdirigent des Orchesters.
Seinen ersten öffentlichen Auftritt hatte das Orchester im Februar 2007 in der Jahrhunderthalle Bochum. Auftritte folgten in verschiedenen Konzertsälen des Ruhrgebiets, sowie Open Air im Rahmen der NRW-Tage in Paderborn, Wuppertal und des Bochumer Musiksommers. Höhepunkte waren Konzerte in der Philharmonie Essen und im Park des Bundeskanzleramts in Berlin. 
Einen besonderen Auftritt hatte das Orchester 2010 zum Auftakt der Kulturhauptstadt. Im Rahmen einer Kooperation mit den Bergischen Symphonikern im Frühjahr 2009 übernahm deren Generalmusikdirektorin Romely Pfund die Leitung für ein Programm. 2010 nahm eine Auswahl der jungen Musiker an einer Kooperation mit dem Mahler Chamber Orchestra teil: Unter der Leitung von Ton Koopman wurde Händels Feuerwerksmusik im Dortmunder Konzerthaus dargeboten. 
Weitere Konzerte absolvierte das Orchester unter anderem in der Kölner Philharmonie (Mitgestaltung des Kindertages in den Jahren 2015, 2018 und 2019), im Konzerthaus Dortmund (in Kooperation  mit den Dortmunder Philharmonikern), in der Tonhalle Düsseldorf, am Stadttheater Hameln, am Theater Münster, in der Stadthalle Kleve und der Jahrhunderthalle Bochum, beim Anneliese Brost Musikforum Ruhr, im Forum Leverkusen, im Musikforum Bochum, im Gruga-Park Essen, in der Burg Langendorf bei Zülpicm.

## Ziele, Struktur und Projekte
Das Kinderorchester NRW widmet sich der Förderung junger, begabter Musiker zwischen zehn und vierzehn Jahren.  Auf dem Programm stehen sinfonische Literatur, Begegnung und gemeinsames Musizieren mit Musikern anderer Kulturen, Einstudierung zeitgenössischer Literatur mit avantgardistischer Tonsprache, Improvisation sowie mit Musik in unterschiedlicher Besetzung.
Die Größe des Orchesters und damit auch die Besetzung schwankt in den einzelnen Arbeitsphasen. Meist umfasst das Orchester zwischen 75 und 80 Mitglieder. Die Werbung neuer Orchestermitglieder geschieht i. d. R. über die Musikschulen des Landes und den Regional- und Landeswettbewerb Jugend musiziert. Über die Aufnahme entscheidet ein erfolgreiches Probespiel.
Das Kinderorchester NRW führt zweimal jährlich Kinder zwischen zehn und vierzehn Jahren zu mehreren Projekten und Konzerten zusammen. Sie proben in der Besetzung eines klassischen Sinfonieorchesters und erarbeiten sinfonische Werke aus Musikgeschichte und Gegenwart. Teils spielen sie vereinfachte Fassungen, teils realisieren sie Originalpartituren. Teilnehmen können alle Schüler der Altersgruppe mit den üblichen Instrumenten eines Sinfonieorchesters.

## Konzerte und Repertoire
Das Kinderorchester NRW präsentiert sich am Ende jeder Arbeitsphase in drei bis fünf moderierten Familienkonzerten. Entweder werden musikdramatische Werke in der Form Musik plus Erzählung aufgeführt oder Programme gestaltet, für die einzelne Werke durch einen Text zu einer dramaturgischen Einheit gefügt werden. Die jeweiligen Aufführungsorte richten sich nach der Programm-Ausrichtung der jeweiligen Arbeitsphase des Orchesters.
Als Grundlage für das erarbeitete und aufgeführte Programm werden zumeist gedruckte Bearbeitungen bekannter Werke gewählt, die ggf. für die spezielle Besetzung des Kinderorchester NRW nachträglich arrangiert werden. Daneben werden auch einige kürzere Originalwerke einstudiert. Dazu zählen Werke von Mozart (Die Zauberflöte), John Williams (Filmmusik zu Harry Potter), Tschaikowsky (Suite aus dem Ballett Der Nussknacker), Howard Shore (Der Herr der Ringe), Gustav Holst (Jupiter aus Die Planeten), Dvořák (Auszüge aus der 9. Sinfonie), Johann Strauss (Banditen-Galopp), Beethoven (Zwölf deutsche Tänze),  oder das Finale aus der Firebird Suite von Igor Stravinsky.

## Bisherige Dirigenten
- Samuel Bächli
- Barbara Rucha (Musikhochschule Leipzig)
- Gottfried Engels (Musikhochschule Köln)
- Bernd Wilden (Theater Bielefeld)
- Witolf Werner (Staatsoper Wien)
- Achim Fiedler
- Silke Löhr
- Andreas Fellner
- seit 2022: György Mészáros (Chefdirigent)